# El show de Pepe y Paco
El show de Pepe y Paco es una serie animada producido por HIT Entertainment.

## Sobre la serie
La serie trata de las aventuras de 2 amigos un zorro llamado Pepe y un burro llamado Paco que van presentando capítulos y cortos animados de varias series de Henson International Television y la BBC los cuales destacan Superbanana, El Ave chucho y los Televidendos

## Cortos

### Superbanana/Bananaman
Eric Wimp aparentemente un chico normal que vive en la calle Acacia, No.29, al comer una Banana se convierte en el Superhéroe, Superbanana con poderes de vuelo y fuerza sobrehumana.

### Televidendos/Gigglebytes
Los Televidendos son 3 confundidos robots-computadoras, Creados por el Excéntrico Profesor Brainstrain, Chip, Sam y Bug fueron diseñados para ayudar a la humanidad, Pero tienen un problema. Es muy difícil saber cómo el ser humano promedio reaccionará a ser ayudado! para superar este obstáculo los Televidendos tienen que aprende a ser lo más humanos que puedan.

### El Ave Chucho/The Fiddley Foodle Bird
El personaje principal de la serie es un ave, El ave no era nada más que una imagen en un libro de mitos, este fue encontrado por un niño llamado Algernon. El le pidió a su estrella de la suerte que aquel ave volviera a la vida, y de repente se concedió y decidieron salir de aventura con todos los amigos de Algernon, Princesa Toto, y su ama de llaves, la excesivamente estricta señora Grumblebaum.
El objetivo de la misión es encontrar a Cleto y Cleta los padres Exploradores perdidos de Algernon. Sin embargo, El ruin Tío de Algernon, Arbathnot el tratara que la misión de Algernon no tenga éxito, y al mismo tiempo conseguir un misterioso cofre de tesoro buscado por Cleto y Cleta, Arbathnot está asistido por un musculoso hombre llamado Buen Rostro, un francés llamado pierre-Raya y un pirata llamado Pierre Head que tiene un cómico títere guante en forma de loro.
- Datos: Q16560847